# Chlorophytum africanum
Chlorophytum africanum là một loài thực vật có hoa trong họ Măng tây. Loài này được (Baker) Baker mô tả khoa học đầu tiên năm 1892.